# Šerák-Keprník
Šerák-Keprník je národní přírodní rezervace v pohoří Hrubý Jeseník v České republice, součást CHKO Jeseníky. Její součástí je tzv. Lichtenštejnský prales.

## Lokalita
Táhlé horské hřbety s vrcholovými skalisky. Nadmořská výška 860-1423 m, rozloha NPR činí cca 794 ha. Rezervace se nachází jihozápadně od Jeseníku na hlavním hřebeni a přilehlých svazích, mezi Obřími skalami a Trojmezím. Zahrnuje tři významné vrcholy: Šerák 1351 m, Vozka 1377 m a Keprník 1423 m.

## Historie
Nejstarší rezervace na Moravě vyhlášená rodem Lichtenštejnů v roce 1904 na ploše pouhých 172 ha, v roce 1955 byla vyhlášena státní přírodní rezervace. V roce 1989 bylo území rezervace rozšířeno a od roku 1992 v souladu se zákonem č. 114/1992 Sb., o ochraně přírody a krajiny se název změnil na Národní přírodní rezervace Šerák-Keprník. Oproti původní výměře z roku 1955 bylo území rozšířeno zejména o východní svahy, oblast Obřích skal a část bývalé zóny klidu Černá stráň-Vozka.

## Geologie a geomorfologie
Podklad je tvořen především rulami a svory. Na vrcholu Keprníku je vyvinuta rozsáhlá kryoplanační terasa s mrazovým srubem o rozměrech 40×30 metrů a výšce 4 metry, tvořeným svorem. Kolem mrazového srubu je řada thufurů o výšce až 80 cm a průměru mezi 50 a 100 cm. Tyto půdní kopečky vznikly mrazovým tříděním půdy za spolúčasti vegetace; jde o nejlépe vyvinuté thufury v Hrubém Jeseníku. Na jihovýchodním svahu vrcholu vznikly mrazovým zvětráváním netříděné pruhy o délce 40 m a šířce jednotlivých pásů mezi 60 a 80 cm.

## Ochrana přírody
Předmětem ochrany jsou zejména skalní a půdní tvary – pozůstatky doby ledové, jako např. kryoplanační terasy, mrazové sruby a thufury. Vysokohorské louky, tzv. hole s chráněnou květenou: sítina trojklaná (Juncus trifidus), šicha oboupohlavná (Empetrum hermaphroditum), zvonek okrouhlolistý sudetský (Campanula rotundifolia subsp. sudetica), kostřava nízká (Festuca supina), řeřišnice rýtolistá (Cardamine resedifolia) a sasanka narcisokvětá (Anemonastrum narcissiflorum). Na prameništích roste kriticky ohrožený hořec tečkovaný (Gentiana punctata), oměj šalamounek (Aconitum plicatum) nebo havez česnáčková (Adenostyles alliariae). Na rašeliništích můžeme spatřit kyhanku sivolistou (Andromeda polifolia), různé druhy ostřic (Carex) především ostřice chudokvětá (Carex pauciflora) a ostřice bažinná (Carex limosa) nebo klikvu bahenní (Vaccinium oxycoccos). Pod holemi a rašeliništi najdeme rašelinné a podmáčené smrčiny pralesovitého charakteru, při horní hranici lesa byla uměle vysázena borovice kleč (Pinus mugo), která je ostatně v celých Jeseníkách nepůvodním druhem.
Fauna je představována zejména ptáky: tetřev hlušec (Tetrao urogallus), tetřívek obecný (Lyrurus tetrix), ořešník kropenatý (Nucifraga caryocatactes), kos horský (Turdus torquatus), linduška lesní (Anthus trivialis). Ze savců je typická myšivka horská (Sicista betulina) a rejsek horský (Sorex alpinus), z plazů ještěrka živorodá (Zootoca vivipara).